# Hercule-Philippe-Étienne de Baschi du Cayla
Hercule-Philippe-Étienne de Baschi, comte du Cayla (8 juin 1747 à Montpellier - 3 avril 1826 à Paris), chevalier de l'ordre de Saint Louis, est un général et homme politique français. Colonel en second du régiment de Bourbon dragons, maréchal de camp en 1788.

## Biographie
Fils de Philippe de Baschi-Pignan (né en 1690, fils lui-même d'Henri de Baschi (1647-1727) et d'Elisabeth de Ricard de Pignan), il est maréchal de camp dans les armées du roi. Il émigra à la Révolution, servit dans l'armée des princes et rentra en France avec les Bourbons. Il fut promu lieutenant-général le 23 août 1814 et nommé pair de France le 17 août 1815. Il vota la mort lors du procès du maréchal Ney.
Gentilhomme de la chambre du roi, il prit sa retraite militaire le 7 avril 1819.
Marié à sa cousine Élisabeth-Suzanne de Jaucourt des Preuilles, sœur du ministre François de Jaucourt et dame pour accompagner la comtesse de Provence, il est le père d'Achille de Baschi du Cayla. 
Il épousa en secondes noces Catherine Didier, veuve du marquis Maximilien-Claude-Joseph de Choiseul-Meuse, dont il avait eu une fille hors mariage, Philippine (1801-1877), reconnue après le mariage de ses parents. Elle fut en procès contre son demi-frère Achille pour la succession de leur père, et demeura dans sa jeunesse au château de Bécon acheté par son père en 1818. Elle resta célibataire. Elle légua toute sa fortune à la ville de Courbevoie et à l'hospice de vieillards, dit hospice du Cayla, qu'elle avait fondé. Un square de Courbevoie lui rend hommage.

## Franc-maçonnerie
Franc-maçon, il appartient à plusieurs loges maçonniques ; « La Candeur » en  1775, « Le Contrat social » de 1779-1789. Il fait partie de la Société Olympique en 1786.

## Sources
- « Cayla (Hercule-Philippe-Etienne de Baschi, comte du) », dans Adolphe Robert et Gaston Cougny, Dictionnaire des parlementaires français, Edgar Bourloton, 1889-1891 [détail de l’édition]